# 근화동 (춘천시)
근화동(槿花洞)은 강원특별자치도 춘천시의 행정동이다.

## 개요
근화동은 옛 춘천읍내의 앞 들에 있어 앞두루 또는 한자화해서 전평(前坪)이라 불리다가, 1946년 일제식 동명을 우리 이름으로 고칠 때 무궁화 나무가 많은 지역이라 해서 무궁화 근(槿)자와 꽃 화(花)자를 따서 붙여진 지명이다. 행정동인 근화동은 법정동인 근화동, 소양로1가, 중도동 등 3개 동으로 이루어져 있다.
소양호 상류의 수자원과 국내외적으로 널리 알려진 중도유원지가 있고, 시민들의 건강증진을 위한 인조잔디구장, 풋살장, 공지천 조각공원, 평화공원 등 체육공원 및 쾌적한 휴식공간이 있어 시민들에게 쉼터로 각광받는 지역이다. 당간지주, 소양정, 비석군, 소양강처녀상, 소양강처녀 노래비 등 문화유적 관광시설물을 보유하고 있고, 경춘선 복선 전철 개통으로 지역 발전이 예상되는 등 변방에서 춘천의 거점 지역으로 부상이 기대되는 지역이다.
2022년 5월 5일에는 중도동에 레고랜드 코리아 리조트가 개장했다.

## 행정 구역

- 근화동(槿花洞)
- 소양로1가(昭陽路一街)
- 중도동(中島洞)

## 주요 시설

### 관공서
- 근화동 행정복지센터
- 춘천시선거관리위원회
- 국민건강보험공단 강원서부지사
- 춘천경찰서 소양로지구대
- 춘천경찰서 서부지구대

### 교육 시설
- 근화초등학교

### 교통 시설
- 춘천역